# Ryan Thompson (football)
Pour les articles homonymes, voir Ryan Thompson et Thompson.
Ryan Thompson est un footballeur international jamaïcain né le 7 janvier 1985 à Kingston. Il joue au poste de gardien de but au Bold d'Austin en USL Championship.

## Biographie
Après avoir commencé le football dans son île natale dans le club de Harbour View Football Club, Ryan Thompson part pour les États-Unis pour y poursuivre sa scolarité à l’Université de Tampa en Floride. Il y intègre l’équipe de football. Il dispute sous les couleurs de l’université 57 matchs.
À la sortie de l’université, Thompson signe un contrat avec le club de Portland Phoenix FC dans le Maine. Le club participe alors à la Premier Development League. Portland termine la saison à la deuxième place de la Conférence Nord-Est. Le club est battu par Reading United AC en demi-finale de Conférence. Thompson joue 13 matchs dans la saison.
Après deux semaines de mise à l’essai en septembre 2010, Ryan Thompson tombe d’accord avec le club irlandais des Shamrock Rovers. Le contrat est signé en février 2011 une fois le visa obtenu. Thompson passe la première moitié de la saison parmi les remplaçants. Il est alors le deuxième choix de l’entraîneur derrière le titulaire Alan Mannus. En mars 2011, Thompson dispute les deux manches des quarts de finale de la Setanta Sports Cup 2011 contre le club nord-irlandais de Distillery FC. Les Shamrock Rovers remportent peu après la compétition. Ryan Thompson joue son tout premier match en championnat d’Irlande contre Drogheda United le 15 juillet 2011. Le 21 juillet 2011, Alan Mannus signe pour le club écossais du Saint Johnstone Football Club.

## Palmarès
- Harbour View FC
  - CFU Club Championship en 2004
- Shamrock Rovers
  - Champion d'Irlande en 2011
  - Vainqueur de la Setanta Sports Cup 2011